# Purperen stipspanner
De purperen stipspanner (Scopula rubiginata) is een nachtvlinder uit de familie van de spanners (Geometridae).

## Kenmerken
De voorvleugellengte bedraagt tussen de 9 en 11 mm. De vleugels zijn roze-purper gekleurd met drie donkere dwarslijnen. Er komen lichtere gelige exemplaren voor.

## Waardplanten
De purperen stipspanner gebruikt kruidachtige planten, zoals klaver, paardenbloem en varkensgras, als waardplanten. De rups is het gehele jaar te vinden en overwintert.

## Voorkomen
De soort komt verspreid over Europa, Noord-Afrika en het zuiden van Siberië voor.

### Nederland en België
De purperen stipspanner is in Nederland en België een zeldzame soort. De vlinder kent jaarlijks twee generaties die vliegen van eind mei tot in augustus.